# Du livre de la mort
Pour les articles homonymes, voir Le Livre de la mort.
Du livre de la mort est un recueil de poèmes d'inspiration symboliste publié par Guy Lavaud (1883-1958) en 1908.
Dédicace: «À Jean Veillon et Jean Royère. En témoignage d'une vive affection.»
Imprimeur: Imprimerie J. Ventre, 6 rue de la Préfecture, Nice.